# Póvoa de Varzim
Póvoa de Varzim er en by i det nordlige Portugal med et indbyggertal på 63.408 (2011). Byen ligger i landets Nordregion, ved kysten til Atlanterhavet.